# アパルーサ (馬)
アパルーサ (英語:Appaloosa) は、アメリカ原産のウマの品種で体の斑点が特徴である。体のタイプは種類が多く、改良の歴史に現われた品種の影響がみえる。毛色は原毛色の上に斑文が重なり、遺伝的に引き継がれた結果である。そのことからウマの毛色を決める遺伝子の研究において、アパルーサの斑文ほか身体的な特徴を決める遺伝子は「豹文の突然変異」 (LP: leopard complex mutation) と結びつくとして注目を集めている。また頻発性のウマのぶどう膜炎、豹文の変異遺伝子と関係の深い夜盲症がよくみられる。

## 概要
アパルーサの起源を考えるとき、遠く先史時代にはヨーロッパの壁画に豹文のあるウマの絵、古代ギリシアあるいは中国の漢の時代から近世まで家畜化したウマで豹文のあるものが絵画に記録されてきた。かつてネズ・パース族の人々は現代のアメリカ太平洋岸北西部に暮らし、豹文のあるアメリカの品種を生み出しており、入植者が呼んだ「パルース馬」という名前はネズ・パースの土地の中央を流れるパルース川にちなむともいい、やがてアパルーサの名が定着した。
ネズ・パースの戦いが終わった1877年から数十年の間にアパルーサはほとんど失われたが、繁殖家がほそぼそと品種を保ち、やがて1938年に登録団体アパルーサ・ホース・クラブ (略称ApHC) の設立に結びつく。現在の産躯の血統は元種牡馬の血統につらなり、また公開種牡馬書によるとサラブレッド、アメリカのクオーターホース、アラブ種との交配を認めている。

今の時代、アパルーサはアメリカでもっとも人気のある品種に加わり、1975年にはアイダホ州の馬に選ばれた。ウエスタン馬術の飼育馬として規律を築き上げながら、馬術のほかの競技でも実力を発揮する品種でもあるのだ。アパルーサが登場する映画も多く、あるいはセミノールズというフロリダ州立大学の体育会系クラブで公式マスコットに選ばれている。血統として影響を与えた種は多く、ポニー・オブ・アメリカ、ネズ・パース・ホース、数種類の4歩速の馬を含む。

## 品種の特徴

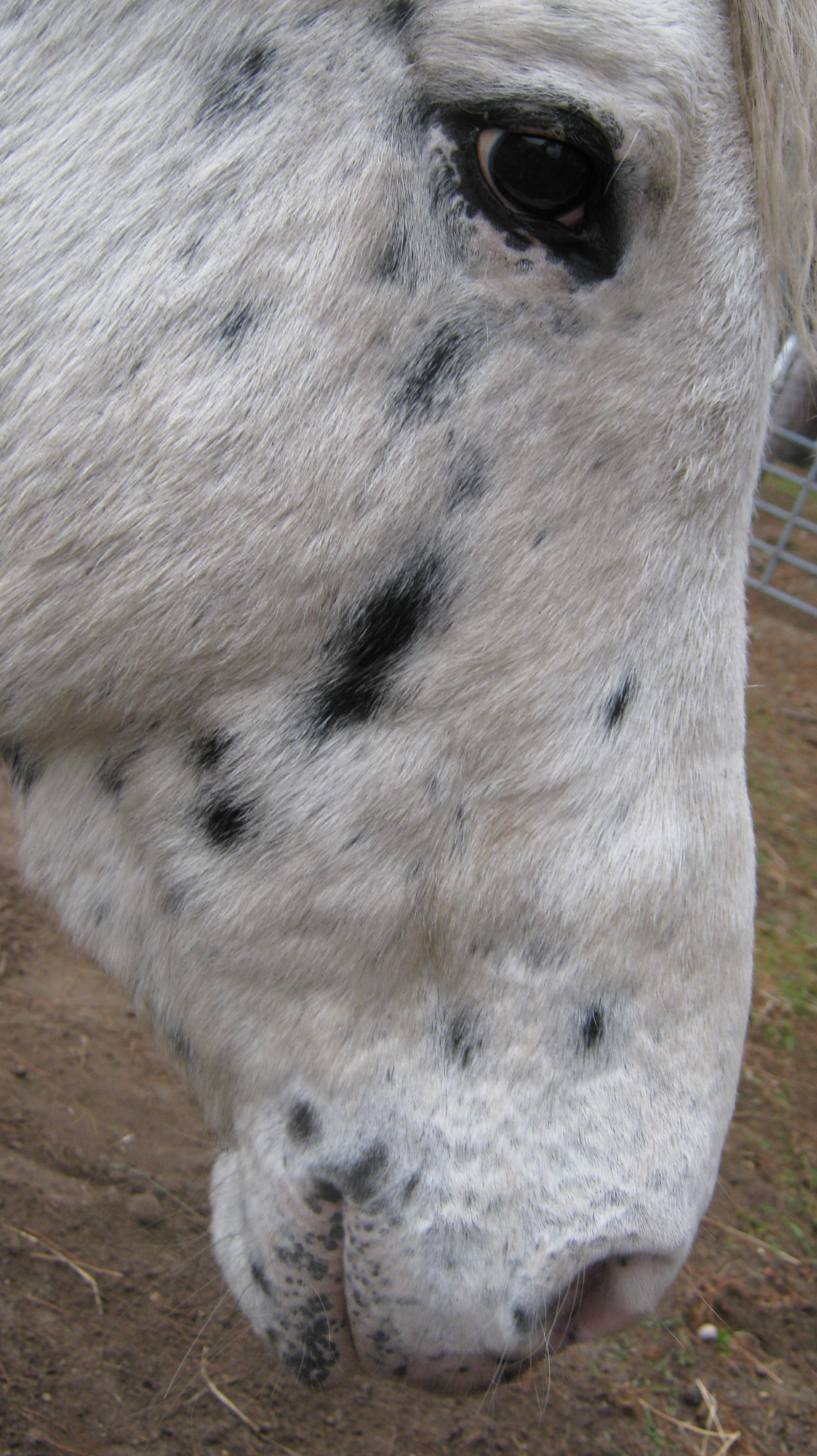
皮膚の斑は眼と鼻口のまわりで確認しやすい。アパルーサの眼の強膜は白い。

アパルーサの特徴はなんといっても一目でわかる白地に重なるヒョウのような複雑な模様で、品種の基準である毛色に斑文が重なるように現われる。品種の主な特徴はほかに3点ある。皮膚の斑文、蹄の縦じま、眼の周囲の強膜が白いこと。皮膚の斑文は眼、鼻口部、肛門、生殖器の周辺に現われ 、蹄の縦じまはありふれた形質でアパルーサによく見られるものの、品種を決定する要素ではない。強膜とは虹彩を取り巻く眼の組織のことでどのウマもまぶたをめくると強膜は白いが、アパルーサの場合は眼球が通常の位置にあってさえ白い強膜が瞳の周りに見える確率は他の品種に比べると高い。個体によっては生まれながらに斑文が目立たないもしくは斑文がない場合があり、ApHC の対応は皮膚の斑文と、残る2点の条件のうちどちらかに当てはまる個体は「正規」の区分に登録させる。両親とも ApHC 登録の個体でありながら「アパルーサの明確な特徴」のない個体の登録は「例外」という限定的な区分に入る。
一つにはヒョウ模様特性を第一の条件とするため、またいくつもの品種を改良に用いたことから、アパルーサの体形はさまざまである。体重は430ないし570kg (950～1250ポンド)、体高は14ないし16ハンドすなわち142～163cm（56～64インチ）と幅がある。ただし、 ApHC はポニーや交雑した個体の登録を認めない。
最初のアパルーサを「古典的」または「旧タイプ」と呼ぶとすると、背が高くやせて体の割りに肢の長い馬だった。体形は形質として1700年以前にアメリカの平原に広く分布していたスペインのマスタングとの交配種にさかのぼる。加えて、18世紀ヨーロッパの血統のなかで一時は持てはやされながら人気の落ちた「まだらな」毛色の品種を大量に持ち込んだのである。その結果、ブルボン朝スペインで人気のあった純潔のアンダルシア馬に似て背が高くやせた品種が現われた。典型的なアパルーサは顔面がしゃくれる形質が見られ、16世紀、カール5世の時代の荷役馬と乗馬を交配した温血種 (warmblood-Jennet) と共通している。1877年以降、アメリカ政府が先住民を定住させると馬車を引く頑丈な牝馬を与え、旧タイプの形質はアパルーサとの交配に受け継がれる。もともとのアパルーサはしばしばたてがみと尾がまばらだったものの、旧タイプのアパルーサにも豊かなたてがみと尾のものがいたため、この品種の基本的な形質ではない。このまばらなたてがみと尾と、豹文の変異遺伝子になにか遺伝情報の関連のある可能性が考えられるものの、正確な関係は未知数。
アパルーサ・ホース・クラブが設立された1938年以降、クォーターホースとアラブ種の導入が承認され改良がさらに続いた。クォーターホースとの交配は競馬とホルター競技向きの馬を生み、旧タイプのアパルーサとアラブ系の交配種、わけても基礎種牡馬のレッドイーグル系の産駒はウエスタン馬術のカッティング競技とレイニング競技を得意とする馬を多く産出している。より良質な競馬向きの馬を得るため1970年代にサラブレッドの血統が導入される。また最近のブリーダーは「ねずみの尻尾」と呼ばれるたてがみや尾の薄い系統を出さないようにする傾向があり、たてがみも尾も豊かなアパルーサが増えてきた。

## 毛色と斑文のパターン

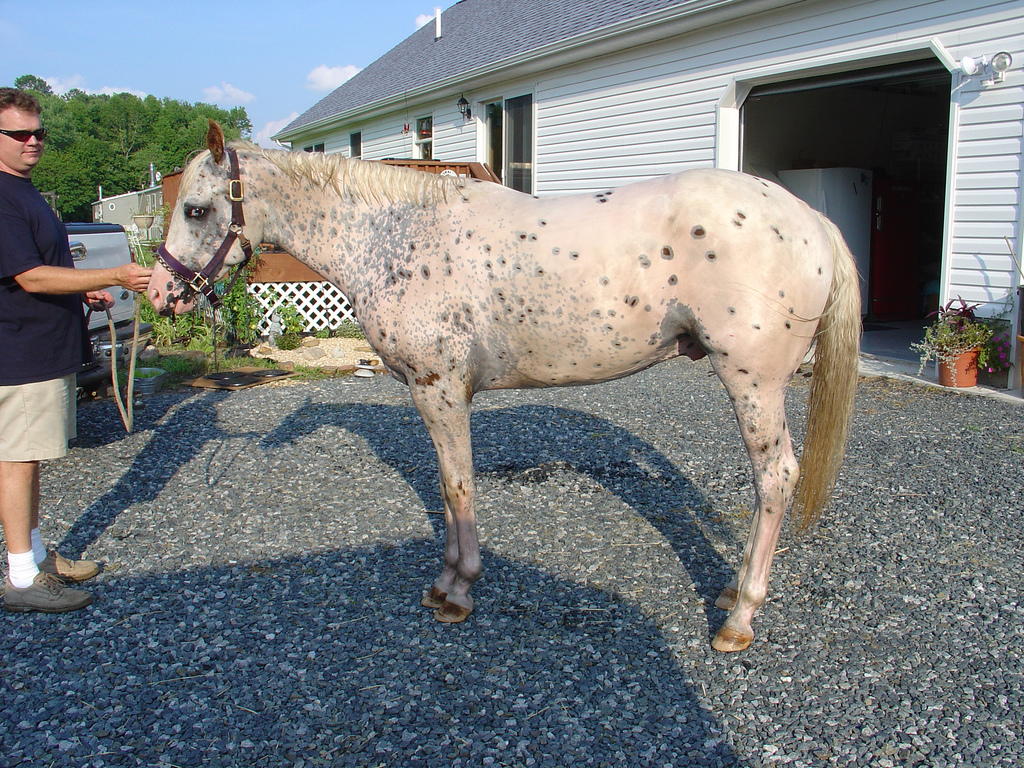
斑文が少ないアパルーサで毛のぬれた状態。斑文の周囲では白い毛の下から黒っぽい皮膚が透け、色がにじんだように見える。

アパルーサの毛色は、原毛色に別の色が斑らにかぶったもので、アパルーサ・ホース・クラブが認める原毛色は鹿毛、青毛、栗毛、月毛（パロミノ）、芦毛、佐目毛、河原毛、白毛、粕毛、薄墨毛である。その斑文にはいくつかのパターンがあり、その区分は総称して「豹文変異」型と呼ばれていて、一般にアパルーサ独特の毛色を指す言葉である。基礎の毛色が濃く、斑文の周りの毛の色がにじんで見える場合も斑文の色は濃く斑文の色は白い。
子馬は誕生のとき、成体でどんな毛色になるか予測は難しい場合が多い。子馬は品種に関わらず栗色で生まれ、成長につれて色が濃くなるものだが、アパルーサの子どもは必ずしも生まれたときに斑文があるとは限らない。成長につれて斑文が変化していく場合でも、ブランケットや豹文のように変わりにくいパターンもある。粕毛系や白い小さな斑点が混ざると特にこの傾向が強く、生まれたばかりだと毛色の特徴がほとんど現われず、成長につれて明確になることはまれではない。
毛色について ApHC では原毛色が強く「アパルーサ独特の斑文が見られない」ものを「無地」として認めている。皮膚がまだらなこと、さらに形にかかわらず斑文があることが条件[3]。
原毛色にかぶる斑文にはいろいろなパターンがあり、あまりに種類が多く特定の区分に分類することは難しい。おおまかにいうと次のパターンがある。
| パターン                                      | 解説 | 写真 |
| --------------------------------------------- | --- | ---- |
| 斑 (ぶち)                                     | 体全体または部分的に白もしくは濃色の斑がある。一般的な呼び方。 |      |
| ブランケット または スノーキャップ (腰が白い) | 腰のあたりが白い。原毛色が白いこともある。原毛色との対比が明確。 |      |
| ブランケットに 細かな濃い斑                   | 白いブランケット部分に濃い斑が散っている。通常、斑の色は原毛色と同じ。 |      |
| 豹文 (レオパード 白い原毛色に濃い豹文)        | 原毛色は白、全身に濃い色の豹文がある。「全身ブランケットの馬から派生した」という考え方もできる。 |      |
| 白っぽい豹文 (レオパード)                     | ほぼ全身が白い。横腹、首と頭に濃い色が少し残る。 |      |
| スノーフレーク (濃い原毛色に細かい白斑)       | 濃い原毛色に白い豹文や斑。成長するにつれてだんだん白い模様が数も広さも増える。 |      |
| 栗葦毛のアパルーサ マーブルまたは varnish     | 豹文がもっともはっきりしている。額とほほ、顔の正面、背中全体、横腹と臀部に濃い色と白が入り混じり淡い色も加わる。濃い色が出やすい箇所はほほ骨、四肢、膝裏、眼の上、臀部の頂点、肘裏。皮膚の薄い箇所が濃く見える様子が「varnish marks」。これが栗毛と異なる特徴。 |      |
| まだら模様                                    | 豹文が少ないレオパード。皮膚にまだらがあり、毛色は全身が白い。 |      |
| 栗葦毛のブランケット または 粕毛系? 連銭?     | 尻から臀部が栗葦毛。多くの場合ブランケットが入り、位置は腰のあたり他。 |      |
| 栗葦毛のブランケットに斑                      | 栗葦毛のブランケットに白または濃い色の斑点が散る。 |      |

### 体色の遺伝子

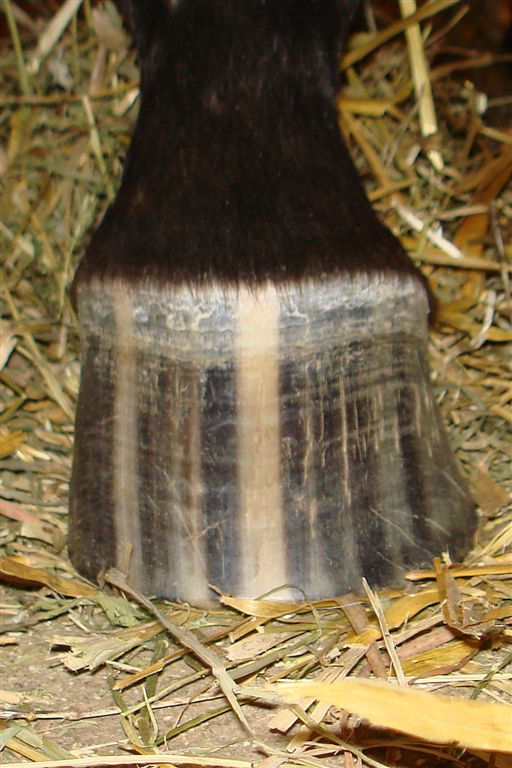
蹄の縦じまはアパルーサの特徴の一つ。

アパルーサの特徴、つまり毛色の斑文と皮膚のまだら、蹄の縦じまや眼の強膜 (まぶたのつけ根) の白さを備えた馬は「豹文複合型突然変異」 (LP) の対立遺伝子を最低1組は持っている。LP がある場合、かなりの確率で斑文がある。 LP iは ウマクロモゾーム1 (ECA 1) にある 1TRPM1 の常染色体優性の突然変異 autosomal incomplete dominant mutation と考えられる。。LP 遺伝子が1対でもあると豹文の特徴が現われることから、 LP は未知の色素遺伝子 (PATN) に働きかけて異なる毛色のパターンを生み出すのではないかという仮説に至った。LP が異型接合の馬は同型接合の場合より毛色が濃い傾向があるものの、必ずそうなるとは限らない。
TRPM1 遺伝子に3つの一塩基多型 single-nucleotide polymorphisms (SNPs) があると LP 突然変異に非常に深い関係があることが知られていながら、毛色がどうやって決まるかは研究の途中だという。近い将来、誰でも委託できる DNA 検査が開発されるかもしれず、ブリーダーにとっては見た目にアパルーサの特徴のない馬に LP があるかどうかを知る手がかりに使える日も来る可能性がある。
アパルーサであっても豹文が目立たないものも、優性 LP 遺伝子を1対受け継いでいれば蹄の縦じま、眼の周りの白い強膜 、鼻口と生殖器の周囲の皮膚にまだらがあるなどの特徴が出る。アパルーサにはサビーノ (sabino) と呼ぶ毛色や駁毛が出ることもあり、その場合、駁毛の遺伝子が強く出てくることから、 ApHC は駁毛との交配を勧めていない上に白い部分があまりにも多いと登録を認めない。また１頭の馬にこれらさまざまな遺伝子が伝わる場合もあり、アパルーサ計画という遺伝子研究グループは駁毛とアパルーサの間に遺伝子レベルでどんな関係があるか研究を続けてきた。

## 歴史

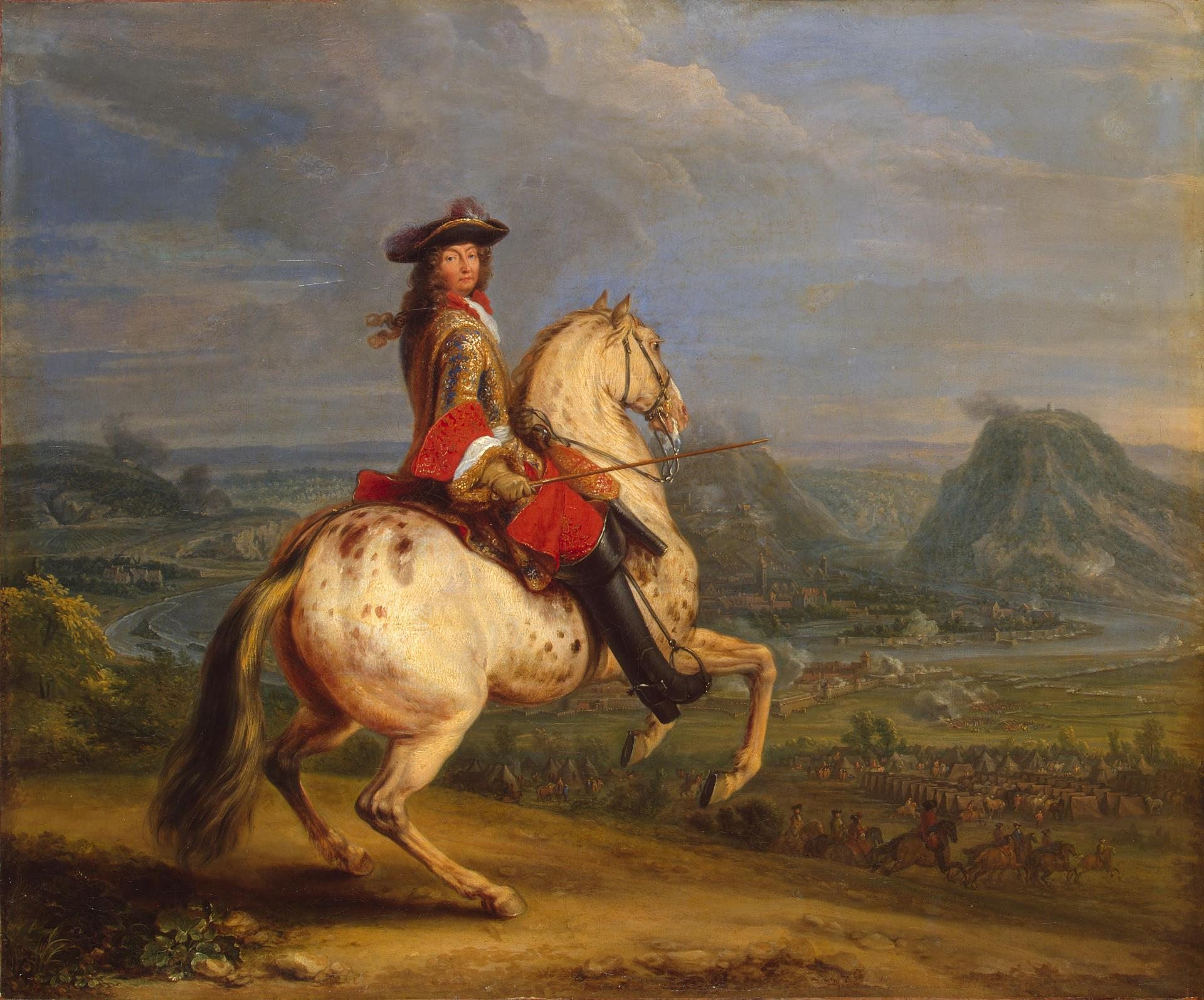
ルイ14世が斑文のある馬に騎乗する絵 (1674年作成)

ユーラシアで先史時代に描かれた洞窟壁画にある豹文の馬は、最近の研究では古い野生のウマの表現型ではないかと考えられている。家畜化したウマで豹文の出たものを描いた例は古代ギリシア、古代ペルシア、漢時代の中国にさかのぼる。中世の絵画は11世紀フランスと12世紀イギリスの作品に豹文の馬が登場した。16世紀から17世紀のフランスの絵画は、乗馬として使われる豹文の馬をとらえ、同時代のほかの記録を見るとルイ14世の時代の宮殿で豹文の馬を馬車馬にあてていた 。ヨーロッパでは18世紀半ば、貴族や王族がこぞって豹文の馬を手に入れたがり、目的は馬術学校、パレードなど、馬を見せるためである。今日、ヨーロッパに普及した豹文がある新しい品種の馬はデンマーク産で毛色がとても多いクナーブストラップ、オーストリアのピンツガウとノリーカー (ピンツガウアー Pinzgauerとも) (Knabstrupper、Pinzgau、Noriker)。
スペインはおそらく貿易を通してオーストリア南部からハンガリーにわたる地域の斑文のある馬を手に入れたのではないかと考えられる。そのあたりに斑のある馬がいることは知られていたという。その後コンキスタドール運動に影響され、16世紀はじめにスペイン出身の人々が海をこえて初めて南北アメリカに渡るとき、斑文がはっきりした馬も連れて行く。こうしてアメリカ大陸でウマの進化のきっかけができたのである。コルテスがメキシコに持ち込んだ16頭のうち1頭は白くて細かいまだらのある馬だったという記録が残り、さらに1604年には斑文のある馬がスペインの小説家の著作に登場した。18世紀後半にヨーロッパで人気が衰えると斑のある馬がアメリカ東部に運ばれ、さらに船でメキシコ、西海岸のカリフォルニアやオレゴンで暮らし始めたのである。

### ネズ･パース族

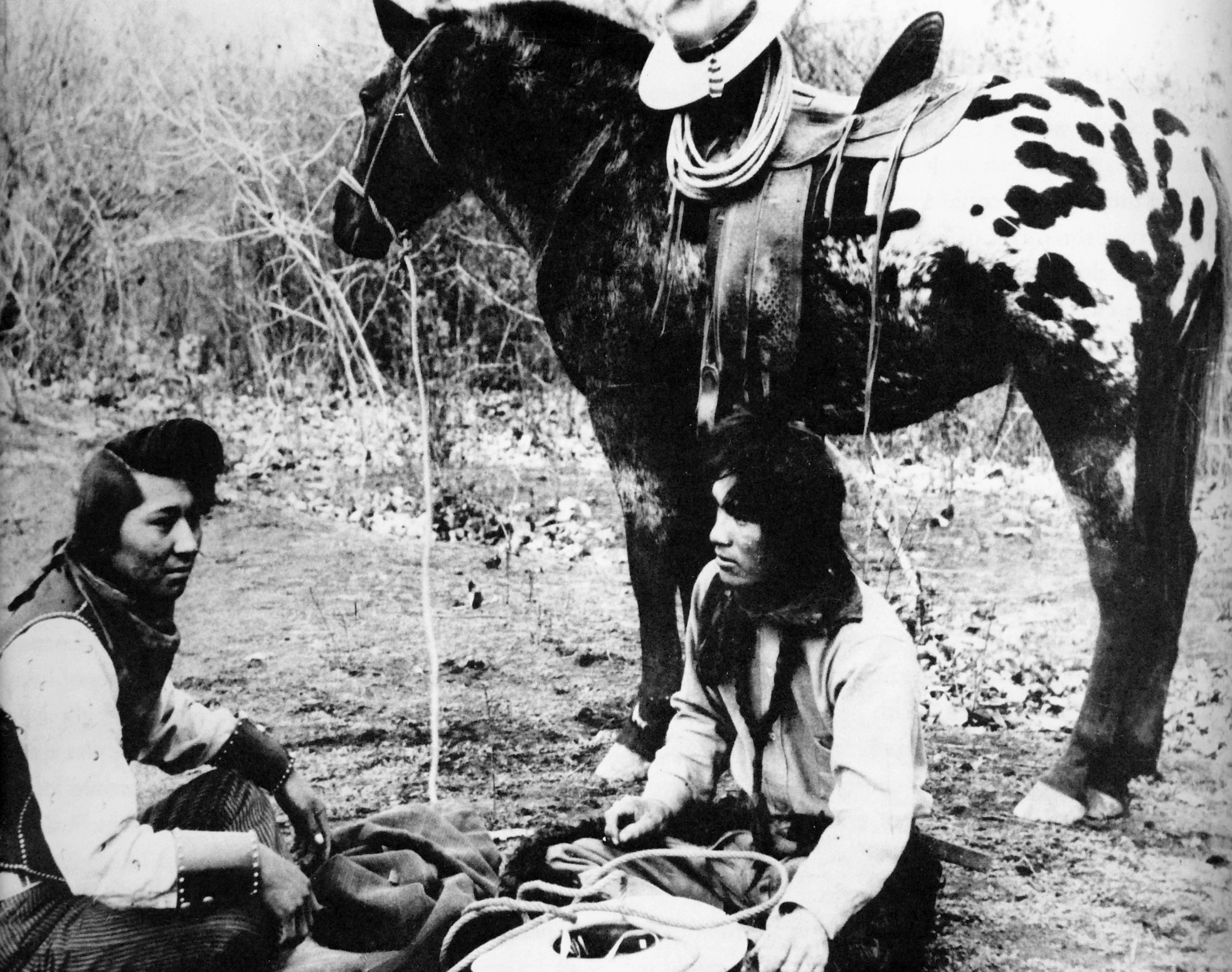
アパルーサを連れたネズ・パースの男性 (1895年前後)

ネズ・パース族の人々は現在のワシントン州東部からアイダホ州西部にわたる地域に暮らし、農業のかたわら馬の繁殖をしていた。最初に馬を手に入れたのは1730年前後でショショーニ族を介したと考えられる。土地柄、馬を飼育するにはぴったりの環境であり他の部族との争いに巻き込まれる心配も少なかったことから、厳しい標準を決めて馬の選択と改良に取り組んでいく。1750年までに繁殖馬の系統が確立した。形質の劣る牡馬の去勢と、品の落ちる血統を手放すことで遺伝子のプールから不適格なものを取り除いたのは、ネズ・パース族など一握りの部族だけである。その結果、19世紀はじめに馬の繁殖家としてネズ・パースの人々はすぐれた繁殖の担い手と認められるようになった。
ネズ・パースの馬は初めのころ質の高さが評判だった。メリウェザー・ルイスはルイス・クラーク探検隊の一員で、1806年2月15日の日記に「彼らの馬は実に質が高いとみた。気高く優美な姿で活動的、耐久力も相当なもの。」と記した。また斑文に注目しており、「 (略) ここには〈雑色〉がいて、黒鹿毛ほか濃い色の地毛に白く形のいびつな大きなまだらのある馬をちらほら見かける」としている。ルイスの〈雑色〉とは、一方で近世のアパルーサに見える豹文を意味する可能性があるが、他方では「大部分は単色」と書き残している。アパルーサ・ホース・クラブの試算ではその当時、ネズ・パース族が所有した馬で斑文があったのは全体のおよそ10パーセントしかいないという。 もともとネズ・パースの馬の大部分は単色であり、ルイス・クラーク探検隊の訪問後、おそらく19世紀に入ってから斑文をアピールするようになった。白人の入植者がネズ・パースの土地に入り込む時代が来ると、馬の取引が盛んになってネズ・パース族は豊かになる。1861年の馬の宣伝文句は「優美な軍馬であり、王族の乗馬にふさわしい」と宣伝している。標準的な馬が15ドルで売買されたところ、先住民ではない人々がアパルーサをほしがって600ドル積んでも、取引を断ることもあった。

### ネズ・パース戦争
ネズ・パース族とアメリカ合衆国の同盟はルイスとクラークが作った。砂金掘りが西へ西へと押し寄せた1860年代から入植者が増えた1870年代を経て、ネズ・パース族が圧迫を受け始める。1855年の協定はネズ・パース族の土地の所有権を認めたが、1863年の取り決めで9割を失ってしまう。この取り決めを拒否して土地を動かなかったネズ・パースの人々の中にオレゴン州のウォラワ峡谷に住みハインモット・トゥーヤラケクト (通称ジョゼフ酋長(en)) が率いる集団がいた。緊張が高まると1877年5月、オリバー・O・ハワード将軍が協議会を召集、1863年の取り決めに反対する集団に居留地へ移るよう強要する。ジョセフ酋長は武力で抵抗してもむなしいと判断、期限の1877年の6月14日までに部族の600人ほどを現在のアイダホ州グランジビル(en)あたりに集めた。同日、部族の戦士が近くの白人入植者を襲ったから、ネズ・パース戦争が始まった。アイダホ州で小競り合いを繰り返し、戦士以外の800人ほどが2000頭あまりの馬や家畜をつれてモンタナ州へ逃れる。、現在のイエローストーン国立公園に隠れる。その間も少数精鋭のネズ・パースの戦士200人ほどはアメリカ陸軍と小競り合いを繰り返し、モンタナ州北東部のビッグ・ホールの戦いで相手を押しとどめていた。 戦士たちは北東へ逃れてクロウ族に身を寄せたいと申し入れて拒絶され、カナダへ向かう。
全行程2300キロ (1400マイル)の旅のあいだ、ネズ・パースの人々は足が速く耐久力に優れて頑丈なアパルーサに頼って先へ先へと進んでいく。旅が終わったのはカナダとの国境から64キロ (40マイル) のベアーズ・パウ・マウンテンでの休憩。部族の人々にさとられないようにネルソン・A・マイルズ大佐は歩兵連隊騎兵縦隊を率いて Fort Keogh を出発、追跡していた。1877年10月5日、5日間の交戦の末、ジョゼフ酋長は降参した。。先住民の部族長のほとんどが亡くなり、戦士ではない者たちは寒さに震え食べるものに困っていた。ジョゼフ酋長は「今後二度と戦うことはない」と明言している。

### ネズ・パース戦争のその後
アメリカ第7騎兵隊がジョセフ酋長とネズ・パースの人々に抵抗をやめるように迫ったとき、部族の人々は急で1000頭を超える馬をまとめると売れるものは売り払い、残った馬の多くを撃ち殺した。しかし人々が身をひそめていた渓谷を離れるとき、相当な数を残していく。移動の途中で逃げ出す馬、置き去りにした馬もいた。ネズ・パースの人々は最後にはアイダホ州北中部の居留地に落ち着き、わずかな馬を飼うかわりに陸軍の命令で農耕馬を増やすため、重種馬との交配を強いられたのだ。 ネズ・パースの人々がアパルーサの繁殖で昔の立場を取り戻すことはなかった。20世紀後半にようやく馬とともに育った部族の文化を取り戻すこと、部族が得意とした選抜育種を復活することを目標に、新しい種の馬を作るプログラムが始まり、ネズ・パース・ホースが出てくる。
他の優秀な血統の馬の繁殖が続き、1877年から60年ほどの間、アパルーサは確立した種としては忘れ去られる。絶滅はせず極僅かに残り、入植者が野生化したものを捕らえたり売買で手に入れたりして牧場作業で使った。他の用途はサーカスなど娯楽産業で、バッファロー・ビル・ワイルド・ウェスト・ショーが有名である。ネズ・パース族が昔所有していた土地の中央をパルース川が流れていた事実から、入植者ははじめアパルースを「パルース」と呼んでいた。名前はパルースからアパルースに、アパルースから現在の「アパルーサ」という呼称になった。昔の名前にはほかに「アパルーチ」、「アパルーセー」、「アパルージー」などもあり、1948年の小説には18世紀に僻地の住民がニューオーリンズへ売りに行く品物を運ぶために使った「オペルーサ・ホース」として登場、「頑丈で耐久力のある先住民とスペイン人が育てた馬」と説明してある。1950年代に "Appaloosa" が正しい綴りとして定着した。

### 品種の再生
クロード・トンプソンと有志が1938年にアパルーサ・ホース・クラブ (ApHC) を設立した背景に、前年の1月に発売された雑誌『ウエスタン・ホースマン』の記事があった。アイダホ州ルイストンの歴史学者フランシス・D・ヘインズが寄せた記事はアパルーサの歴史をまとめ、品種の保護を訴えたのだ。たちまちアパルーサに注目が集まった。ヘインズは綿密な調査のためにネズ・パース族の暮らす村をいくつも訪れている。旅にはアパルーサをこよなく愛する友だちのジョージ・ハトリーが同行、口伝えの歴史を聞き取り写真に記録したのだ。アブルーサの登録機関ははじめオレゴン州モロに設立、その後1947年にハトリーを中心としてアイダホ州モスコーヘ移す。アパルーサの歴史を守ろうと1975年にアパルーサ博物館を建てる機運が生まれた。『ウエスタン・ホース・マガジン』、わけても長年にわたり編集長を務めたディック・スペンサーは最初にアパルーサを取上げた後もおりに触れて特集を組み、品種の保護の努力を支えていく。
アラブ種との交配はアパルーサの数を増やす大きな要素であり、最初にApHCに登録された15頭のうち10頭はアパルーサとアラブの交配だったことからもわかる。たとえばクロード・トンプソンが育てたあるグループの種牡馬はフェラース Ferras という名前で繁殖家は W・K・ケロッグ、血統はイギリスのクラバット・アラビアン・スタッド Crabbet Arabian Stud から持ち込まれた。フェラースから出たレッドイーグル Red Eagle は優れた牡馬で、1988年にアパルーサの殿堂入りを果たした。その後は繁殖にサラブレッドとクオーターホースの血統が加わり、モーガンやスタンダードブレッドとの交配も進むのである。ApHC が1983年に異種交配を3種に制限、アラビア種、アメリカン・クオーターホース、サラブレッドだけが承認される。
ApHC が軽種馬の登録数で全国3位に入ったのは1978年以降。1938年から2007年まで67万頭のアパルーサを登録したのである。アイダホ州は1975年3月25日にアパルーサを州の馬として公認、セシル・アンドラス州知事が条例に署名した。また交通局が全米初のケースとしてアパルーサの絵柄を入れたナンバープレートを発行。

## 品種登録

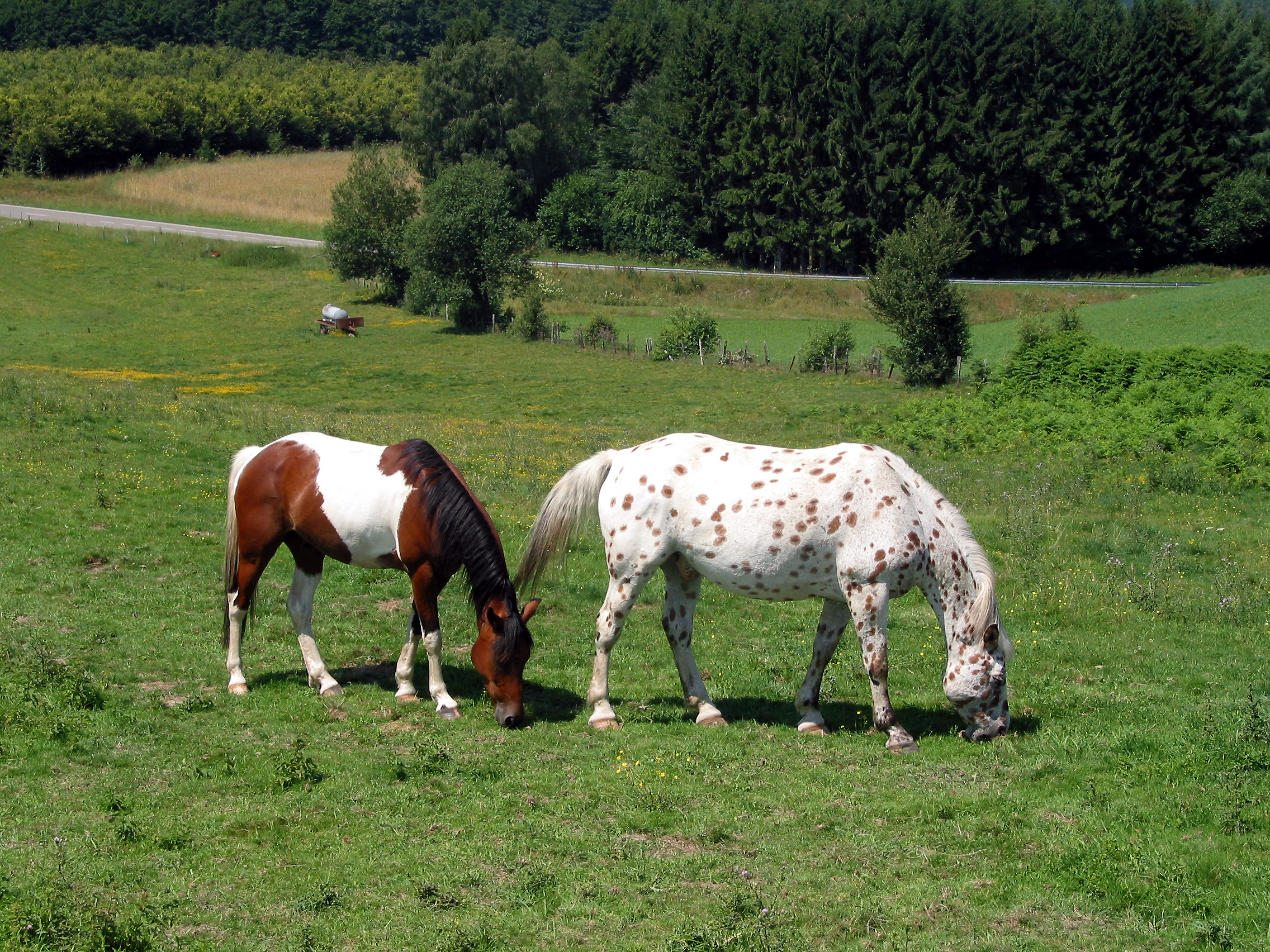
駁毛 (左) とアパルーサ (右) の斑文の違いがはっきりわかる。Photo credit: Jean-Pol Grandmont

アイダホ州モスコーを本拠地とする ApHC はアパルーサを広めて保護する国際的な団体である。南アメリカ各地やヨーロッパにも支部が置かれ、南アフリカ、オーストラリア、ニュージーランド、カナダ、メキシコとイスラエルへと展開している。 このホース・クラブの会員数は2010年時点で3万3000人・組織、正会員に配る『アパルーサ・ジャーナル』Appaloosa Journal は3万2000部を数える （2008年）。一方、アメリカ・アパルーサ協会の設立は1983年で、設立メンバーは ApHC が毛色の規定を変えて単色の馬を承認したことに反発する人々だった。本部はミズーリ州、会員数は2000人を超えた （2008年）。ほかにも「アパルーサ専門」と名乗る登録団体は、豹文の出る遺伝子がありながら ApHC の審査に不合格だった馬の登録を受け付けている。ところがこれらの団体には北アメリカのアパルーサではないものを血統の起源として、繁殖の歴史をほかの国とするものも取り入れる傾向が見える。いずれにしても ApHC  がアパルーサ登録に関わる最大の組織であり、主催する品評会も世界一の規模。
アパルーサという品種は「ApHC が公認する血統の条件に適合、それを補う〈望ましい毛色〉などの特徴をそなえる」ものとされている。これは言いかえるなら、アパルーサの血統は限定され、どんな身体的な特徴と「毛色の範囲」がそなわっていればよいか定めるとする考え方。ところがアパルーサは厳密には「毛色の品種」ではない。ApHC 承認のアパルーサは両親もしくは片方が登録馬であり、規定にある アラビア種、クオーターホース、サラブレッドの血統とされている。どんな場合も両親のどちらかが正規の条件に適合するアパルーサでなければならないのだ。アパルーサの毛色でありながら血統が不明なせん馬と去勢した牝馬は特別の例外とされ、これら血統以外の馬はオーナーから「履行困難登録」を申しこむことができるのだ。荷役馬、ポニー、ピント、ペインテッドは ApHCの承認を受けられず、また成体の馬高の規定は蹄鉄を履かない状態で142センチ (14ハンドもしくは56インチ)。斑文がアパルーサと認める規定よりもかなり広く、全身が白色のもの (ピントの品種確定なら合格) は登録した両親が DNA 検査でアパルーサと判明し、なおかつ ApHC の登録馬である場合を除くと審査不合格である。
「正規」の登録を判断する特徴は蹄の縦じま、眼を普通の状態にしたときに周りの強膜が白いこと、眼と鼻口と生殖器のあたりの皮膚の斑 (斑点) 。皮膚にまだらのある品種はまれで、アパルーサにこの特徴を求めることは「(略) アパルーサの品種を決める基本的で重大な特徴」とされる。毛色に斑文があり、または皮膚が斑でさらに特徴のうち最低ひとつに適合するアパルーサの仔は「正規」として登録され品評会と繁殖において特権を与えられる。血統が証明できても規定の毛色や特徴が見られない仔は「条件付」として ApHC から承認を受ける。オーナーが DNA 検査で証明し、かつ特別な出展料を払う場合を例外として、毛色が単色で「条件付」のアパルーサは ApHC 主催のパフォーマンス許可イベント (Performance Permit Program=PPP) に出せない。毛色が単色の場合、繁殖には不適格。

### 毛色の規定の問題点

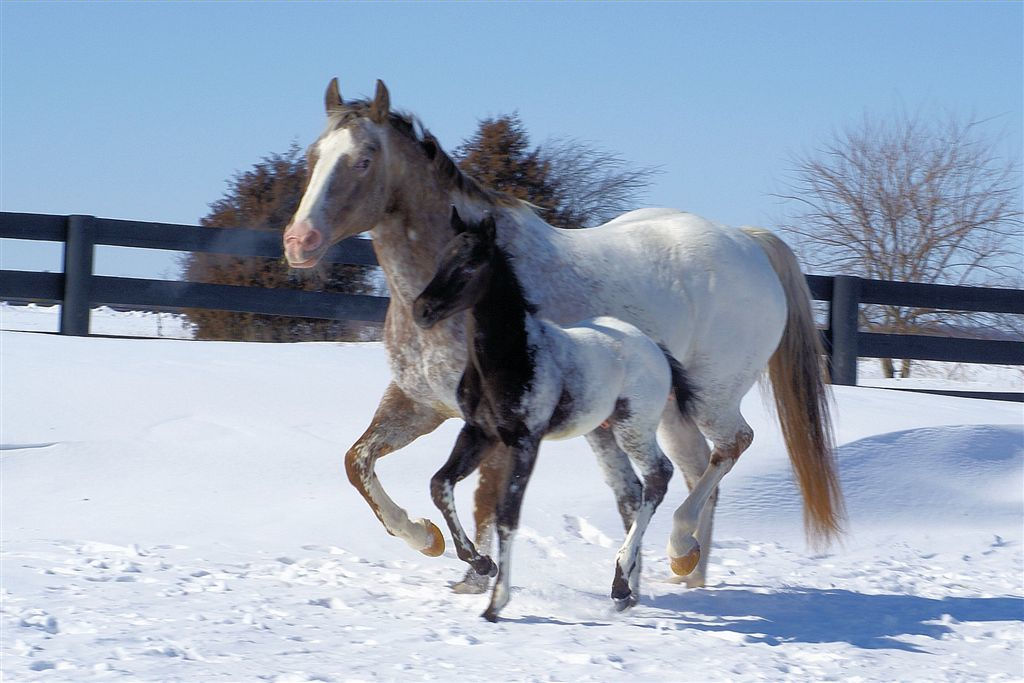
母仔。ApHC は子馬が幼いうちに登録するように勧めている。毛色が成長につれて変化することは問題ないという。

アパルーサ・ホース・クラブ (ApHC) とアメリカ・クォーターホース協会 (American Quarter Horse Association＝AQHA) が設立したばかりの1940年代から1950年代にかけて、ほぼ豹文がない、あるいは粕毛のアパルーサをクォーターホースの繁殖計画に用いた時期がある。その当時、両親を斑文なしと登録したのに思いがけず駁毛の子どもが生まれるとクォーターホース愛好家は「素性が割れた仔 cropout」と呼んだものだった。親子関係の検査に DNA 検査を導入するまでのかなり長い年月にわたり、そのような場合に AQHA は登録を認めなかった。しかし、もしもアパルーサの条件を満たす場合は受け入れており、そうこうするうちに駁毛がアメリカン・ペイント・ホース協会の中心的な品種になっていく。有名になった Colida、Joker B、Bright Eyes Brother、Wapiti はいずれも、思いがけず生まれた駁毛である。
1970年代後半、アパルーサの毛色と登録の条件はそれまでと反対の方向に向かう。アパルーサ・ホース・クラブ (ApHC)が1982年に単色もしくは「目立った特徴のない」馬もアパルーサと認定すると決めると、アパルーサの繁殖家のあいだで大きな議論を呼ぶ 。それ以前、両親がアパルーサでも特徴的な毛色がない仔は登録を認められず、成体は承認されることがあった。ところが繁殖家の経験によると斑文のないアパルーサから斑文のある仔が何代も続けて出ることは珍しくなく、両親のどちらかが斑文があればなおさらだったのである。それに加えて斑文のない個体でも皮膚にまだらがあったり眼の強膜が白かったり蹄に縦じまがあったりなど、二次的な特徴が出ることが知られている。ApHCの決断から広がった議論は激しく、1983年にはアパルーサの繁殖家で斑文のない馬の登録に反対する人たちが別の団体アメリカ・アパルーサ協会 American Appaloosa Association を立ち上げる。

## 用途

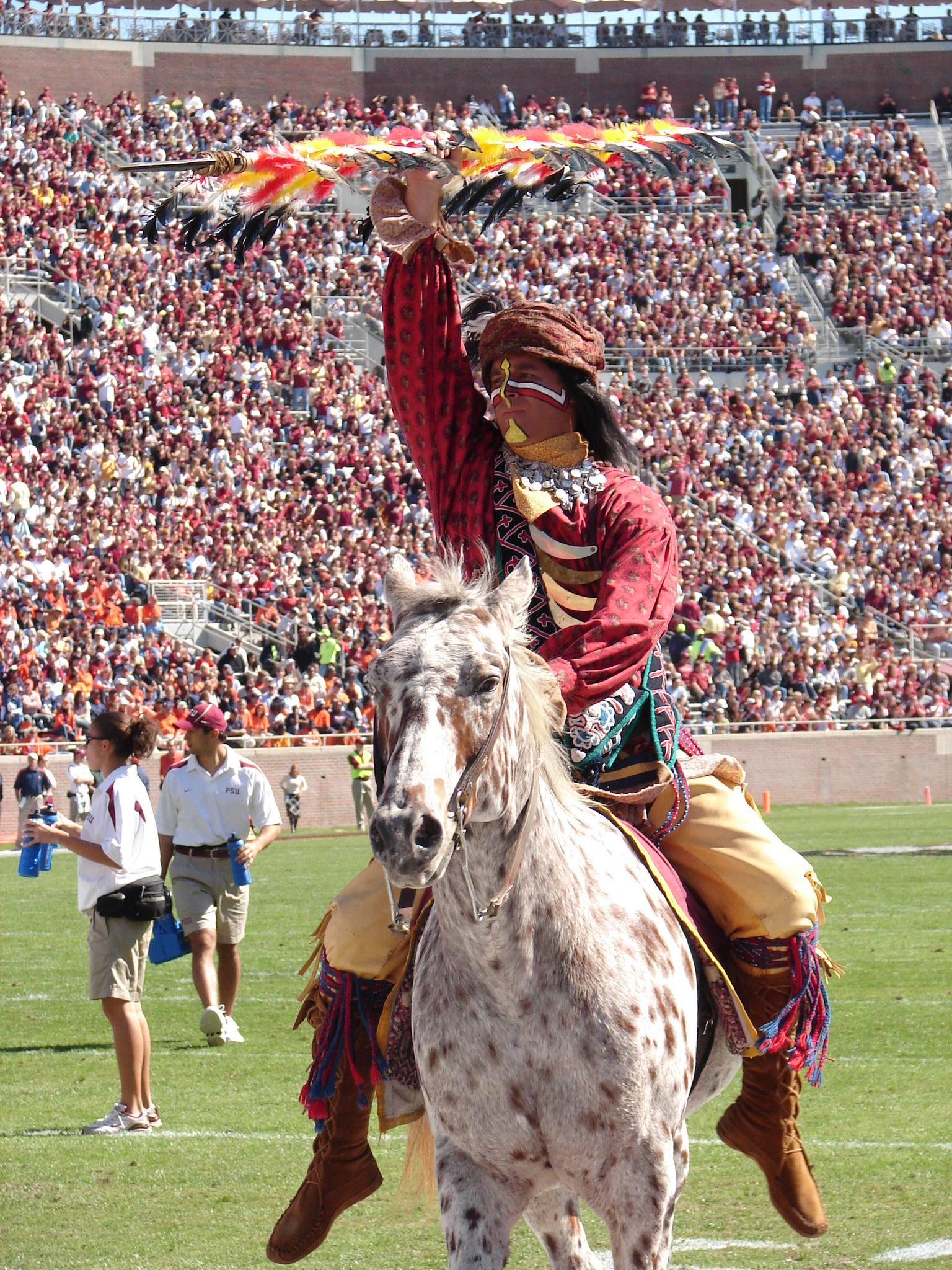
レパード・アパルーサは、アメリカ・フロリダ州立大学のセミノールズのチームマスコット。

ウエスタン馬術と馬場馬術にもっぱら使われてきた品種はアパルーサである。ウエスタンの種目はカッティング、レイニング、ロープ、そのほかに出場馬がすべてアパルーサの場合にネズ・パース族のスタイルでバレル競走 (2頭が同時に樽を回って速さを競う Camas Prairie Stump Race) 、ジムカーナ pole bending (ブリード競技会では ネズ・パース賞金レース Nez Percé Stake Race とも呼ぶ)。馬場馬術は総合馬術、障害飛越競技、キツネ狩り (ブラッド・スポーツ) である。アパルーサの用途にはエンデュランス馬術競技あるいはふだんのトレイル・ライディングがあげられる。また競馬向きに繁殖させ、生産者が集まってアパルーサを競馬用にアピールしている。中距離競走に向いていて、350 ヤード から 0.5 マイル ( 320 m から 0.80 km) を走らせるのが一般的。1989年にアパルーサが樹立した記録は全品種最高の 4.5 ハロン (3000 フィート＝910 メートル)。

### 影響
豹文が現われ、アパルーサの血統を引くアメリカの品種はいくつかあり、 Pony of the Americas と Colorado Ranger もふくまれる。アパルーサは豹文のあるアンブル馬を作るために4歩速馬と交雑した品種。ただし ApHC に純正の登録ができないため、オーナーが集まって独自に複雑な豹文のあるアンブル馬の血統登録書を持ち寄った。ネズ・パース族の人々は1995年から独自のネズ・パース・ホースを生むプログラムに着手、アパルーサと中央アジア原産の アルテケ との交雑を進めてきた。またアパルーサの種牡馬がデンマークに輸出され、Knabstrup に新しい系統をもたらしたという。

## 健康上の問題

### 遺伝性の失明
アパルーサは頻発性のぶどう膜炎 (Equine Recurrent Uveitis=ERU) 発症のリスクが他の品種すべてと比べて8倍高い。 ERU にかかった馬の4頭に1頭 (25 パーセント) がアパルーサと推計される。馬のぶどう膜炎 Uveitis にはいくつも原因があり、外傷、眼病、バクテリア感染、ビールス性の炎症または寄生虫などが候補としても、 ERU の特徴は繰り返し症状がみられる点にある。また手当てを怠った場合には失明に至り、その確率は他の品種よりアパルーサが上回るといわれ、ぶどう膜炎の症例の80パーセントはアパルーサである。かかりやすい身体的特徴とは粕毛もしくは淡色、まぶたのまわりの色が薄くたてがみと尾がまばらなものはもっとも発症のリスクが高い。現在の研究によると母馬と父馬から受け継ぐ遺伝子について、らせん構造のどこに原因があるか特定できる段階まできていて、ぶどう膜炎にかかりやすい形質が解明できるという.
母馬もしくは父馬から受け継いだ遺伝子が同じ状態を対立遺伝子 (同型接合) であるという。豹文の突然変異 (LP) の遺伝子が同型接合の場合は夜盲症 (congenital stationary night blindness (CSNB) にかかる危険性がある。この症状と豹文複合型突然変異 (LP) との関係は1970年代に発見され 、この両者に「明らかな関係がある」と特定されたのは2007年。夜盲症は夜間に視力を失う症状であり、昼間には影響しない。遺伝的で誕生の瞬間から症状が出ないものの、成長しても悪化することはない。夜盲症と豹文突然変異はどちらもTRPM1 という遺伝子と関係があるとわかったのは2008年と2010年の研究成果であった。

### 規制薬物について
ApHC は2007年に薬剤の規制を改定し、フロセミド (furosemide＝商品名 Lasix) と アセタゾラミド (acetazolamide ＝アセト) の使用を認めている。フロセミドは鼻血を出しやすい馬が競技のストレスで鼻血を出さない効能があり、競馬で広く使われている。アセタゾラミドは遺伝性の高カリウム性周期性四肢麻痺 (hyperkalemic periodic paralysis=HYPP) 治療に用い、麻痺を防ぐ。アセトの投薬は検査で HYPP が陽性であること、血統登録書に HYPP 発症が記されたことが証明された場合に認められる。協会では特定のクォーターホースの血統をひくアパルーサに HYPP 検査を行うこと、また血統登録書に HYPP の検査結果を載せるかどうかオーナーに任せるとしている。AQHA 登録をした種牡馬と牝馬で2007年1月1日以降の生まれについては HYPP を発症した場合、 HYPP 検査を受けること、血統登録書に明記することが義務化された。
どちらの薬剤も利尿作用があり、馬の体内に他の薬物があるかどうか検出を妨げることが問題視されている。いっぽうで、さまざまな品種の競技会を主催するアメリカ馬術連盟 (the United States Equestrian Federation =USEF) 、また国際競技大会やオリンピックの馬術競技を統括する国際馬術連盟 (International Federation for Equestrian Sports = FEI) はいずれもフロセミドの投与を禁止している。それに対し、アメリカ・クォーターホース協会、American Paint Horse Associationさらに月毛ブリーダー協会 (the Palomino Horse Breeders of America)など大手の純正馬登録団体も独自の競技会を組織しており、アセタゾラミドもフロセミドも使用を許可、場合によっては出場前の24時間以内の投与を承認している。